# Virgin VR-01
Chronologie des modèles (2010)
Aucun Virgin MVR-02
La Virgin VR-01 est la monoplace de Formule 1 engagée par l'équipe novice en Formule 1 Virgin Racing dans le championnat du monde de Formule 1 2010. La voiture a été présentée le 3 février 2010. Elle est pilotée par l'Allemand Timo Glock et le débutant brésilien Lucas di Grassi.

## Présentation
La Virgin VR-01 est la première monoplace conçue par une nouvelle équipe à être présentée à la presse en 2010 et la seule à participer à toutes les séances d'essais hivernales. Conçue par Nick Wirth, la monoplace est la seule du plateau développée sans avoir recours à la soufflerie mais uniquement grâce à la Mécanique des fluides numérique, une première dans l'histoire de la Formule 1. Elle est équipée d'un moteur Cosworth et d'une boîte de vitesses conçue en partenariat avec X-Trac.
Les essais hivernaux sont chaotiques car la VR-01 souffre d'une fiabilité désastreuse (pannes hydrauliques à répétition, ruptures d'ailerons). De plus, l'écurie, qui dispose du plus faible budget du plateau, roule peu, à cause du manque de pièces détachées.

## Résultats en Grands Prix
À Bahrein, Timo Glock se qualifie en dix-neuvième position et est le plus rapide des pilotes des nouvelles équipes, di Grassi est vingt-deuxième sur la grille et renonce après deux tours sur casse hydraulique. Glock abandonne au dix-septième tour à cause d'une surchauffe de la boîte de vitesses.
En Australie, Glock et Di Grassi sont respectivement vingt-et-unième et vingt-deuxième des qualifications, devancés par les Lotus. La course se solde par un nouveau double abandon : di Grassi victime de son hydraulique et Glock à cause d'une suspension arrière cassée. À l'issue de la course, Nick Wirth révèle que le réservoir des voitures est trop petit et que les monoplaces ne peuvent pas embarquer assez de carburant pour l'ensemble de la course. Virgin obtient de la FIA une dérogation pour modifier son châssis en intégrant un nouveau réservoir.
En Malaisie, à la suite des conditions climatiques difficiles lors des qualifications, Glock participe pour la première fois à la séance Q2 et se qualifie en seizième position, tandis que di Grassi est dernier. En course, Glock part en tête à queue au deuxième tour et renonce. Di Grassi, malgré un aileron endommagé à la suite d'un contact avec Jarno Trulli, finit la course en quatorzième position, et permet à la VR-01 de recevoir son premier drapeau à damier. Les pilotes ont roulé à l'économie pour éviter la panne sèche.
En Chine, Glock et di Grassi se qualifient en dix-neuvième et vingt-deuxième position. Di Grassi doit partir des stands avec sept tours de retard à cause d'un problème d'embrayage et ne reste en piste que huit tours. Glock ne parvient pas à s'élancer pour le tour de formation : sa voiture est ramenée au stand et ne repart pas à cause d'un problème de soupapes.

## Résultats en championnat du monde de Formule 1
| Saison | Écurie        | Moteur             | Pneus       | Pilotes         | Courses | Courses | Courses | Courses | Courses | Courses | Courses | Courses | Courses | Courses | Courses | Courses | Courses | Courses | Courses | Courses | Courses | Courses | Courses | Points inscrits | Classement |
| Saison | Écurie        | Moteur             | Pneus       | Pilotes         | 1       | 2       | 3       | 4       | 5       | 6       | 7       | 8       | 9       | 10      | 11      | 12      | 13      | 14      | 15      | 16      | 17      | 18      | 19      | Points inscrits | Classement |
| ------ | ------------- | ------------------ | ----------- | --------------- | ------- | ------- | ------- | ------- | ------- | ------- | ------- | ------- | ------- | ------- | ------- | ------- | ------- | ------- | ------- | ------- | ------- | ------- | ------- | --------------- | ---------- |
| 2010   | Virgin Racing | Cosworth V8 CA2010 | Bridgestone |                 | BAH     | AUS     | MAL     | CHI     | ESP     | MON     | TUR     | CAN     | EUR     | GBR     | ALL     | HON     | BEL     | ITA     | SIN     | JAP     | COR     | BRÉ     | ABU     | 0               | 12e        |
| 2010   | Virgin Racing | Cosworth V8 CA2010 | Bridgestone | Timo Glock      | Abd     | Abd     | Abd     | Np      | 18e     | Abd     | 18e     | Abd     | 19e     | 18e     | 18e     | 16e     | 18e     | 17e     | Abd     | 14e     | Abd     | 20e     | Abd     | 0               | 12e        |
| 2010   | Virgin Racing | Cosworth V8 CA2010 | Bridgestone | Lucas di Grassi | Abd     | Abd     | 14e     | Abd     | 19e     | Abd     | 19e     | 19e     | 17e     | Abd     | Abd     | 18e     | 17e     | 20e*    | 15e     | Np      | Abd     | Nc      | 18e     | 0               | 12e        |

Légende : ici 
- * : Le pilote n'a pas franchi la ligne d'arrivée mais est classé pour avoir fait plus de 90 % de la course